# Maria Antonina Koháry
Maria Antonina Gabriela Koháry, węg. Mária Antónia Gabriella Koháry (ur. 2 lipca 1797 w Budzie, zm. 25 września 1862 w Wiedniu) – węgierska arystokratka, 1826–1862 tytularna księżna Koháry.

## Życiorys
Urodziła się jako drugie dziecko Ferenca Józsefa (1767–1826), księcia Koháry i jego żony Marii Antoniny (1771–1854), hrabianki Waldstein-Wartenberg. Jej starszy brat Ferenc Ignác (1792–1795) zmarł jako dziecko jeszcze przed narodzinami Marii Antoniny. Wobec tego stała się jedyną dziedziczką ogromnych posiadłości ziemskich rodu Kohárych, położonych w Królestwie Węgier (klucze Kiralytia oraz Čabradský Vrbovok i Sitno w dzisiejszej Słowacji), Dolnej Austrii (Althoflein, Dürnkrut, Velm, Walterskirchen) oraz w Królestwie Czech (Bohmischdrut).
30 listopada 1815 w Wiedniu wyszła za mąż za Ferdynanda Jerzego Koburga (1785–1851), austriackiego generała kawalerii. Małżonkowie zostali zobowiązani w kontrakcie ślubnym do zachowania wyznania katolickiego oraz, aby założona rodzina pozostała w poczcie szlachty węgierskiej. W ten sposób został utworzony nowy ród Koburgów-Kohárych, którym dały początek pochodzące z małżeństwa dzieci:
- Ferdynand (1816–1885), król-małżonek Portugalii ⚭ 1. Maria II, królowa Portugalii (1819–1853), 2. Eliza Fryderyka (1836–1929), córka Conrada Henslera;
- August (1818–1881), książę Koháry ⚭ Klementyna Orleańska (1817–1907), córka Ludwika Filipa I;
- Wiktoria (1822–1857) ⚭ Ludwik Karol Orleański (1814–1896), książę Nemours;
- Leopold (1824–1884) ⚭ Konstancja (1835–1890), córka Josepha Geigera.

Maria Antonina zmarła w Wiedniu w 1862. Została pochowana w kościele św. Augustyna w Coburgu.

## Odznaczenia
- Dama Orderu św. Elżbiety (9 grudnia 1835)